# Gerbilliscus afra
Gerbilliscus afra es una especie de roedor de la familia Muridae.

## Distribución geográfica
Se encuentra en Sudáfrica.

## Hábitat
Su hábitat natural son: matorrales áridos, Clima tropical o Clima subtropical y desiertos templados.